# James Semple

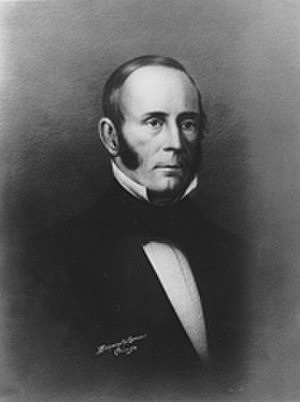
James Semple

James Semple, född 5 januari 1798 i Green County, Kentucky, död 20 december 1866 i Elsah, Illinois, var en amerikansk demokratisk politiker, jurist och diplomat. Han representerade delstaten Illinois i USA:s senat 1843–1847.
Semple studerade juridik i Louisville och inledde sin karriär som advokat i Clinton County, Kentucky. Han fortsatte sedan med sin advokatpraktik från och med 1827 i delstaten Illinois. Han var delstatens justitieminister (Illinois Attorney General) 1832–1834 och USA:s chargé d'affaires i Republiken Nya Granada vars huvudstad var Santafé de Bogotà (numera Bogotá och huvudstad i Colombia) 1837–1842. Semple tjänstgjorde sedan som domare i Illinois högsta domstol 1842–1843.
Senator Samuel McRoberts avled 1843 i ämbetet och efterträddes av Semple. Han efterträddes i sin tur 1847 av Stephen A. Douglas. Semple grundade 1853 orten Elsah där han tretton år senare avled och gravsattes på Bellefontaine Cemetery i Saint Louis.